# Tub de Crookes
El  Tub de Crookes  és un con de vidre amb 1 ànode i 2 càtodes. És una invenció del científic William Crookes en el segle xix, i és una versió més evolucionada del desenvolupament del Tub de Geissler.

## Descripció i utilització
Consisteix en un tub de buit pel qual circulen una sèrie de gasos, que en aplicar-electricitat adquireixen fluorescència, d'aquí que siguin anomenats fluorescents. A partir d'aquest experiment (1878) Crookes va deduir que aquesta fluorescència es deu a raigs catòdics, que consisteixen en electrons en moviment, i, per tant, també va descobrir la presència d'electrons en els àtoms.
Al final del con de vidre, una banda escalfada elèctricament, anomenada càtode, produeix electrons. Al costat oposat, una pantalla tapada de fòsfor forma un ànode el qual està connectat al terminal positiu del voltatge (uns cent volts), del qual el seu pol negatiu està connectat al càtode.

## La Creu de Malta
Crookes per comprovar la penetrabilitat de raigs catòdics, ha de realitzar un tercer tub, el qual diu la creu de Malta, ja que entre el càtode i l'ànode està localitzat un tercer element, una creu feta de Zinc, un element molt dur.
L'experiment consistia que el raig s'estavellava contra la creu i l'envoltava, per a posteriorment generar una ombra al final del tub. Amb aquest tub és possible demostrar que els raigs catòdics es propaguen en línia recta. Una pantalla metàl·lica amb forma de creu de Malta, es disposa de manera que intercepti el feix dels raigs catòdics, produint una zona d'ombra sobre la pantalla que satisfà les lleis de la propagació de les ones rectilínies.

## Millores i innovacions

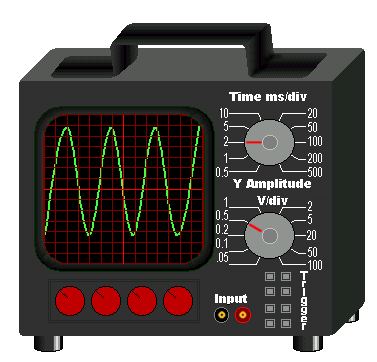
Representació d'un oscil·loscopi

El reemplaçament de la màscara d'ombra amb un cilindre enfocat del raig va crear el canó d'electrons, que va permetre la creació d'una àrea d'il·luminació. L'addició de deflectors electroestàtics en els plans horitzontal i vertical permetre la visualització dels voltatges aplicats als deflectors. D'aquesta manera, el tub va ser eventualment desenvolupat com la pantalla de l'oscil·loscopi (un artefacte de diagnòstic i visualització d'ús a electrònica). Aquest va ser desenvolupat encara més com un display per radar i televisió utilitzant coils magnètics externs per enfocament i deflecció. El principi de la màscara d'ombra va ser usat en displays per televisions en color.
També es va observar que l'aplicació d'alt voltatge (per exemple, 25.000 volts) a l'ànode en un tub d'alt buit produiria raigs X (observats per la inadvertida boirina del rotllo fotogràfic, fins i tot quan estava dins d'un contenidor a prova de llum). Tubs especialitzats van ser desenvolupats, que van reemplaçar el fòsfor amb un objectiu de metall i que enfocaven el llamp en una petita àrea per ajudar en l'obtenció d'una font puntual dels raigs-això produiria llavors una imatge nítida del material intervinent en el rotlle -